# 歩兵第24連隊
歩兵第24連隊（ほへいだい24れんたい、歩兵第二十四聯隊）は、大日本帝国陸軍の連隊のひとつ。
通称「福岡連隊」。

## 沿革
- 1884年（明治17年） - 小倉にて歩兵第14連隊第1大隊ほかから抽出された第1大隊が編成。大隊長は井街清顕少佐
- 1886年（明治19年）

5月10日 - 大隊、福岡分営へ移動。翌11日到着
6月14日 - 連隊本部設置。竹田実行中佐、初代連隊長に就任
6月15日 - 第2大隊創設
8月17日 - 軍旗拝受。初代旗手は亀山正篤少尉
8月30日 - 日比谷練兵場にて授与式。歩兵第12旅団長野崎貞澄を通じて軍旗が授けられる
12月7日 - 第2大隊、福岡分営へ移動
- 1888年（明治21年）

5月14日 - 第6師団が創設
5月23日 - 福岡城内、正式に連隊衛戍地となる
12月1日 - 第3大隊創設。連隊の編成完了
- 1894年（明治27年） - 日清戦争に従軍。第2軍隷下

7月25日 - 動員の命下る
9月18日 - 衛戍地出発
9月24日 - 門司港出発
9月27日 - 仁川に上陸。京城・龍山に駐屯
10月5日 - 旅順に向かう
11月20日 - 二龍山攻撃の命あり、翌日早朝より戦闘開始、午前11時30分占領。その後も旅順警備に徹し、翌6月4日凱旋。7日帰着、16日復員完結
- 1896年（明治29年）12月 - 第6師団から第12師団へ所属変更
- 1903年（明治36年） - 3月15日の陸軍管区改正により、歩兵第23旅団に編入
- 1904年（明治37年） - 日露戦争に従軍。第1軍隷下

2月5日 - 衛戍地出発
2月8日 - 仁川上陸、京城に到着
- 1905年（明治38年）

3月 - 奉天会戦に参加、鉄嶺・崔陣堡に駐屯
5月4日 - 崔陣堡出発
12月12日 - 福岡凱旋、13日復員完結
- 1918年（大正7年） - シベリア出兵に従軍。第1梯団に編入

8月 - 博多駅出発（第1段8日、第2段9日）
8月11日・12日 - 門司港発
8月14日・15日ウラジオストク着、ニコリスク移動。以後クラエフスキーほか各地を転戦
9月4日 - イーマンに到着
- 1919年（大正8年）

1月16日～20日 - 召集将校以下の大部分、内地に帰還。しかし17日以降再度敵の反撃が激化したため4月13日に連隊主力を召集。ハバロフスクにて警備に徹する
6月10日 - 帰還命令、11日第2大隊先駆けて守備地より乗船し、21日門司港着、22日博多着
20日～25日 - 残存主力、各守備地を出発。
7月7日～9日 - 連隊主力門司港着、8日～9日に博多駅に凱旋
- 1925年（大正14年）

9月9日 - 九州大学医学部の火災に2個中隊が出動。消火作業に当たる。
12月 - 奉天派郭松齢の兵変に1個大隊を派遣
- 1926年（大正15年）

1月 - 連隊内の水平社同人対して差別的な発言が行われたことを契機に、水平社九州連合会と連隊当局との間で差別解消に向けた交渉が始まる（福岡連隊差別事件）。
8月9日 - 連隊長官舎に爆発物が投げ込まれる。敷地外で爆発して死傷者なし。
11月12日 - 陸軍特別大演習の直前のタイミングで水平社の関係者が11人が逮捕。
- 1932年（昭和7年）

2月2日 - 第1次上海事変に第1大隊を派遣の命あり、3日編成完了（大隊長・碇善夫少佐）
2月6日 - 足柄に乗艦し佐世保発。7日午前10時呉淞上陸。さらに楡および如月で黄浦江をのぼり、午後7時40分徐家宅に上陸。以降紀家橋付近の戦闘などに参加
2月22日 - 廟行鎮の戦闘。独立工兵第18大隊第2中隊の援護（いわゆる爆弾三勇士）を受けつつ敵トーチカを撃破
3月3日 - 戦闘停止。守備任務として駐屯継続
3月18日 - 遼海丸にて呉淞発
3月23日 - 門司港着、凱旋。26日復員完結
- 1936年（昭和11年）4月 - 満州駐剳、梨樹鎮の治安戦に従事
- 1937年（昭和12年）3月 - 寧安へ異動
- 1944年（昭和19年）

2月24日 - 第3大隊、独立第49旅団に編入。ヤップ島に派遣され、終戦まで駐剳
12月 - 連隊主力、台湾高雄州鳳山群林子に移駐
- 1945年（昭和20年）8月 - 終戦

## 歴代連隊長
| 代 | 氏名       | 在任期間               | 備考               |
| -- | ---------- | ---------------------- | ------------------ |
| 1  | 竹田実行   | 1886.5.27 -            | 中佐               |
| 2  | 佐藤正     | 1888.9.13 - 1891.10.29 | 中佐               |
| 3  | 小島政利   | 1891.10.29 -           | 中佐、1893.11.大佐 |
| 4  | 吉田清一   | 1894.8.11 -            | 中佐               |
| 5  | 湯地弘     | 1897.9.7 - 1901.11.13  | 中佐、1899.9.大佐  |
| 6  | 仙波太郎   | 1901.11.13 -           |                    |
| 7  | 原田輝太郎 | 1903.4.7 -             | 中佐               |
| 8  | 山本悌三郎 | 1906.2.19 - 1911.9.6   | 中佐               |
| 9  | 横地長幹   | 1911.9.6 - 1915.1.25   |                    |
| 10 | 松田祐作   | 1915.1.25 - 1917.8.6   |                    |
| 11 | 稲垣清     | 1917.8.6 -             |                    |
| 12 | 河野鉎次郎 | 1919.4.15 -            |                    |
| 13 | 中江喜次郎 | 1923.8.6 -             |                    |
| 14 | 田中源太郎 | 1926.3.2 -             |                    |
| 15 | 鏡山厳     | 1927.7.26 -            |                    |
| 16 | 石原紀一   | 1930.8.1 -             |                    |
| 17 | 中牟田辰六 | 1931.8.1 -             |                    |
| 18 | 伊藤知剛   | 1933.8.1 -             |                    |
| 19 | 上村利道   | 1934.8.1 -             |                    |
| 20 | 中村明人   | 1936.8.1 -             |                    |
| 21 | 中永太郎   | 1937.8.2 -             |                    |
| 22 | 武田寿     | 1938.6.11 -            |                    |
| 23 | 川勝郁郎   | 1939.9.11 -            |                    |
| 24 | 中村竜一   | 1941.11.15 -           |                    |
| 末 | 菊地三郎   | 1944.3.1 -             |                    |